# Villmar
Villmar è un comune tedesco di 6 775 abitanti situato nel land dell'Assia.